# Shlomo Mintz
Shlomo Mintz (ur. 30 października 1957 w Moskwie) – amerykański wirtuoz gry na skrzypcach pochodzenia rosyjskiego, altowiolista, dyrygent. Regularnie pojawia się z orkiestrami i dyrygentami na estradach międzynarodowych całego świata podczas recitali i koncertów muzyki kameralnej.

## Życiorys
W 1959 zamieszkał w Izraelu. Zadebiutował w 1968 z Izraelską Orkiestrą Filharmoniczną. W 1981 ułończył Juilliard School w Nowym Jorku. Dyrygent Israel Chamber Orchestra (1989–1993) i laureat francuskiej nagrody Grand Prix du Disque (kilkakrotnie). W 2001 pełnił funkcję przewodniczącego jury XII Międzynarodowego Konkursu Skrzypcowego im. Henryka Wieniawskiego w Poznaniu.
Gra na skrzypcach Guarneriego del Gesù i na altówce Carla Giuseppe Testore. 